# Estación Guatraché
Guatraché es una estación de ferrocarril ubicada en la localidad del mismo nombre, cabecera del departamento Guatraché, Provincia de La Pampa, Argentina.

## Servicios
Pertenece al Ferrocarril Domingo Faustino Sarmiento en su ramal entre Darregueira hasta Alpachiri y Remecó.
No presta servicios de pasajeros desde 1978, sin embargo por sus vías corren trenes de carga, a cargo de la empresa FerroExpreso Pampeano.

## Arquitectura
La estación actual es construida por la empresa colonizadora de 1910, y su tipología es atípica respecto a las empleadas en las otras localidades pampeanas. El complejo ferroviario cuenta con tipologías específicas para tanques de agua, sanitarios, estaciones centrales, terminales, etc.
El edificio se compone de un bloque macizo organizado, desde su planta, en torno a un eje de simetría. Su fachada es matemáticamente modulada por medio de pilastras adosadas a la pared, con un importante tratamiento de molduras en lo vértices del edificio que se extiende a la vez a lo largo de todo el perímetro. También la caracteriza un importante cornisamento en su parte superior y un basamento que equilibra la composición. Esta marquesina responde a la arquitectura industrial, surgiendo poderosas luces cubiertas con vigas de hierro apoyadas sobre columnas de igual material que imitan, solo en apariencia y no en escala, a las columnas clásicas. Morfológicamente forma parte del movimiento clasicista con influencias italianas.

## Galería

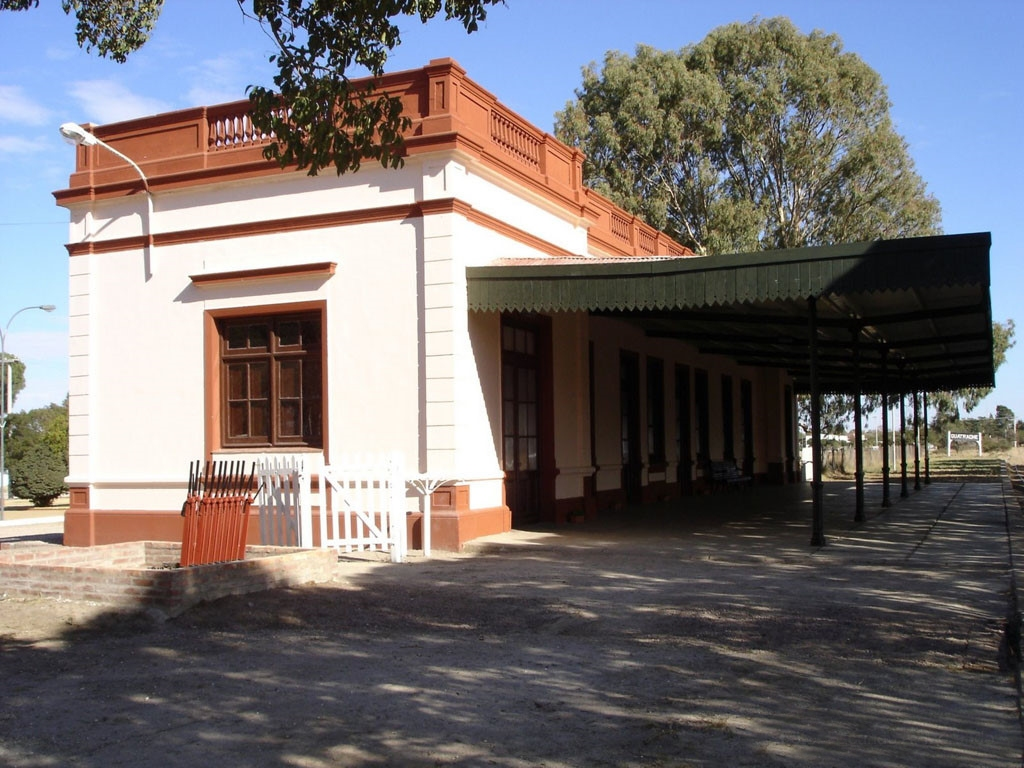
Estación Guatraché